# La Rana

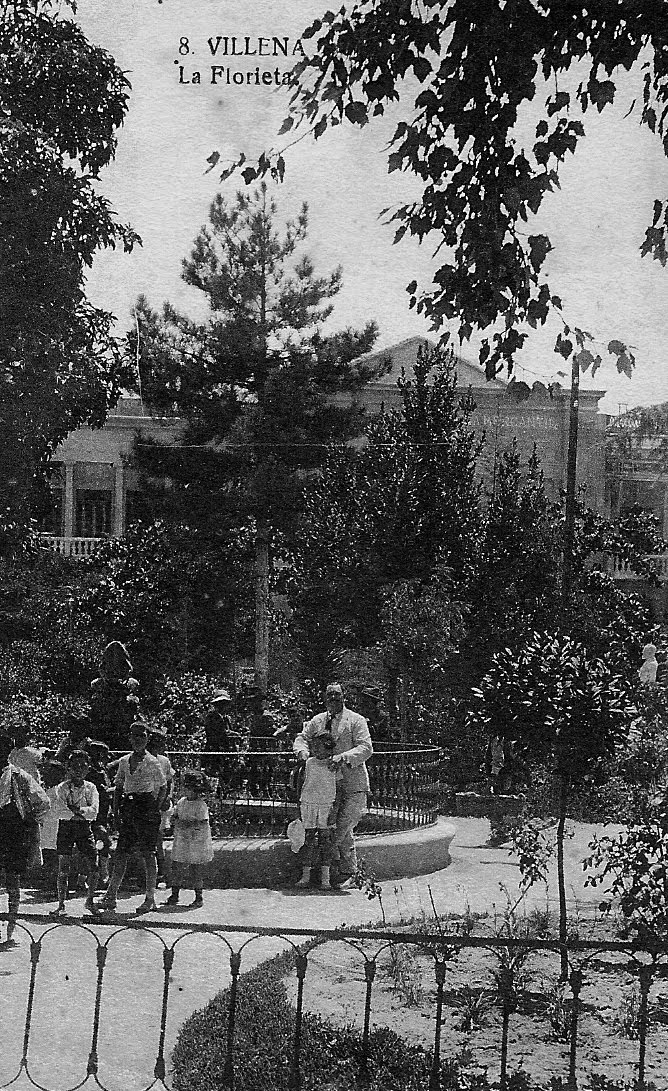
La Rana instal·lada al Passeig de Chapí.

La Rana és un sortidor ornamental per a font, datat entre 1916 i 1917, que representa una granota asseguda sobre formacions de coral. Des de 1948, està situat a l'esplanada exterior del Santuari de La nostra Senyora de les Virtuts, a la pedania de las Virtudes de Villena (Alt Vinalopó, País Valencià). Fins aleshores, va estar instal·lat a la ciutat, al Parc de Ruperto Chapí.

## Obra
La imatge, d'autor desconegut, representa una granota asseguda sobre formacions de coral, amb el cap alçat, les extremitats superiors sobre un caragol de mar del gènere cymatium i a banda i banda d'aquesta, sengles flors del gènere lilium. Al centre de la boca es troba l'orifici de la canella, pel qual ix l'únic roll d'aigua, i que travessa tot l'interior de l'escultura fins a la base. Està esculpida en bloc de pedra calcària blanca i mesura 73 cm d'altura amb 50 cm de diàmetre màxim a la base. Originalment, va estar recoberta d'una fina capa d'almànguena (argila de color roig), com a protecció impermeabilitzant.
Es pot incloure dins de l'estil naturalista de tradició modernista, de gran influència a la fi del segle xix i principis del xx. Representa, així doncs, l'amfibi tan comú en les séquies, fonts i estanys de la ciutat, l'hàbitat de la qual va desaparéixer a poc a poc a causa de la sobreexplotació de les aigües subterrànies.

## Història
L'escultura està datada entre 1916 i 1917, ja que per tradició oral se sap que es va instal·lar quan era alcalde Alfonso Arenas Marín, i en les actes municipals de 12 de maig de 1916 es llig:
| « | El Senyor Alcalde manifesta que, reunint el parterre condicions per a poder col·locar una font amb el seu estany corresponent, embellint d'aquesta manera aquell lloc, sol·licita l'autorització de l'Ajuntament, acordant la corporació concedir aquesta autorització perquè es porten a efecte les obres necessàries. | » |

Gràcies a les fotografies existents, se sap que l'estany amb l'escultura va estar situat originàriament al Parc de Ruperto Chapí, aproximadament on hui es troba el monument al compositor, i que la barana circular és la mateixa que es conserva en l'actualitat. El 1948, en instal·lar-se el Monument a Chapí, la Rana es va traslladar a l'esplanada recentment construïda davant el Santuari de La nostra Senyora de les Virtuts amb motiu del XXV aniversari de la coronació de la Mare de Déu.

## Conservació i restauració
Al llarg del temps, l'escultura s'ha recobert de diversos materials que van propiciar la creació de crostes i eflorescències que van ocultar gradualment l'aspecte original. Durant els mesos de juliol i agost de 2009, l'equip restaurador del Museu Arqueològic Municipal de Villena van dur a terme una profunda intervenció a fi de restaurar l'escultura i restablir la seua aparença original.